# Claus Heimen
Claus Heimen, auch Niclaß Heimen, Nicolaus Heimen oder Claus Heim, (* nach 1606 vermutlich in Lunden; † um 1663) war ein deutscher Bildhauer.

## Leben
Claus Heimen war der Sohn eines gleichnamigen Vaters, der vor 1613 starb, und dessen Ehefrau Elsabe, gestorben vor 1624. Er stammte aus dem Geschlecht der Russebullingmannen ab, die im 14. und 15. Jahrhundert bedeutenden Anteil an der Abdämmung der Eider hatten. Ein bekanntes Mitglied dieses Dithmarscher Geschlechts war der Politiker Claus Heim.
Heimen war verheiratet mit einer Frau namens Wiebke, die wiederholt im Lundener Kirchbuch genannt wird, so im Taufregister und einem Stuhlbuch von 1646. Das Ehepaar hatte vier Söhne und eine Tochter, über die keine genaueren Angaben bekannt sind.

## Werke
Als Bildhauer schuf Heimen Werke im Knorpelstil, der im 17. Jahrhundert in Norddeutschland entstand. Dabei erreichte er eine Qualität, die mit anderen bedeutenden Künstlern vergleichbar ist. Nicht dokumentiert ist, wo er seine Kenntnisse erwarb. Das erste bekannte und erhalten gebliebene Werk ist ein Epitaph für Bürgermeister Craißbach in der Marienkirche in Hemme. Ein zweites Epitaph schuf er 1637 für Bürgermeister Claus Harder. Es ist heute in der Rendsburger Marienkirche zu sehen.
1641 porträtierte Heimen sich selbst in einem Feld der Kanzel der Marienkirche in Hattstedt. Während dieser Zeit schuf er auch einen Altaraufsatz für die Sankt-Annen-Kirche im gleichnamigen Kirchspiel. Die zierliche Arbeit wurde 1642 aufgestellt. Im selben Jahr fertigte er für den Kirchenbaumeister ein Epitaph für dessen verstorbene Ehefrau.
1645 schuf Heimen ein Epitaph für Hofrat Peter Jügert, das im Schleswiger Dom aufgestellt wurde. Durch diese Arbeit wurden wahrscheinlich die Gottorfer Herzöge auf ihn aufmerksam. Heimen verlegte um 1645 seinen Wohnsitz nach Schleswig und arbeitete danach für den Gottorfer Hof und ranghohe Personen. Für Friedrich III. fertigte er zwischen 1650 und 1655 vier Prunkwiegen an, die die Prinzessinnen des Hofes anlässlich ihrer Hochzeiten bekamen. Eines der Werkstücke befindet sich heute in Stockholm und kommt bei Tauffeiern der königlichen Familie zum Einsatz.
Den Büchern der Rentenkammer des Gottorfer Hofes ist zu entnehmen, dass Heimen wiederholt kleinere Aufträge ausführte. Dazu gehörten geschnitzte Hirschköpfe, die er mit den Geweihen erjagten Wildes verzierte. Einige Werke hiervon sind vermutlich erhalten geblieben. Zu den bekannten sakralen Kunstgegenständen gehört ein Kruzifix für den Junker Wilstorff aus Husum von 1654, das als verschollen gilt. Im selben Jahr schuf er das Drescher-Epitaph in der St.-Anna-Kirche in Tetenbüll. 1656 fertigte er ein Kruzifix für Barthold Goldberg an, das in der Dreifaltigkeitskirche von Friedrichsberg aufgestellt wurde. Es handelt sich um eines der wenigen eigenständigen, also nicht mit einem Altaraufsatz oder einem Epitaph verbundenen derartigen Kunstwerke aus diesem Jahrhundert in Schleswig-Holstein. 
Das letzte dokumentierte Werk Heimens ist ein Epitaph für Johann Henniges aus dem Jahr 1663 in der Rendsburger Marienkirche.